# Onorato III Caetani
Onorato III Caetani d'Aragona (fl. XV secolo) è stato un nobile italiano, figlio di Pierbernardino Caetani, conte di Morcone, e di Costanza Orsini, nonché nipote di Onorato II Caetani d'Aragona, conte di Fondi.

## Biografia
Scoppiata nel 1485 la seconda rivolta baronale contro il re Ferrante I d'Aragona, suo padre Pierbernardino vi prese parte e per questo il 18 gennaio 1487 venne fatto rinchiudere nella Torre di San Vincenzo ad istanza del padre Onorato, fedelissimo del re, e vi morì pochi mesi dopo, nel marzo.
In segno di riconoscenza verso il conte di Fondi, Ferrante dette la nipote Sancia, figlia illegittima del duca di Calabria, in sposa ad Onorato, che dopo la morte del nonno fu affidato alla vedova e seconda moglie del defunto, Caterina Pignatelli, e al di lui fratello Giordano Caetani, patriarca d'Antiochia, che ne divennero tutori.
Stando ai Successi tragici et amorosi di Silvio Ascanio Corona, una raccolta seicentesca di novelle nelle quali si raccolgono - o almeno sembra - i segreti dei membri della corte aragonese di Napoli, Onorato sarebbe stato amasio del suocero Alfonso II.
Nel 1494 il matrimonio con Sancia d'Aragona fu sciolto, malgrado già consumato, per volere di Alfonso II e di papa Alessandro VI, che diedero la ragazza in sposa al figlio di quest'ultimo, Goffredo Borgia. In cambio di Sancia, ad Onorato venne data l'anno successivo Lucrezia, figlia illegittima dello stesso Ferrante.
Dopo la morte di Ferrante, con la calata dei francesi in Italia e nel regno di Napoli, Onorato III passò a combattere tra le file dei nemici, e vi rimase anche dopo la morte di Alfonso II ed il ritorno del suo successore Ferrandino, ragione per cui Federico d'Aragona, divenuto re, nel 1497 confermò le terre e i feudi del ducato di Traetto e della contea di Fondi a Prospero Colonna.